# تروي فليتشير
تروي فليتشير (بالإنجليزية: Troy Fletcher)‏ هو لاعب دوري الرغبي أسترالي، ولد في 1 سبتمبر 1973 في واراتاه ‏ في أستراليا.